# De Grote Dalmuti
De Grote Dalmuti is een kaartspel ontworpen door Richard Garfield en uitgegeven door Wizards of the Coast. De Nederlandse versie wordt uitgegeven door PS-Games.

## Regels
De Grote Dalmuti wordt gespeeld met een speciale set van 80 kaarten. De kaarten hebben 12 verschillende rangen, en van elke rang zijn er net zoveel kaarten als de rang hoog is. Dus 12 kaarten van rang 12, 11 kaarten van rang 11, enzovoort. Daarnaast zijn er twee narren, deze hebben rang 13 als ze los worden gespeeld. In combinatie met één of meer andere kaarten geldt de nar als joker.
Het spel kan worden gespeeld met 4 tot 8 spelers, maar een groter aantal spelers is ook mogelijk. Het doel van het spel is om alle kaarten zo snel mogelijk kwijt te raken door het spelen van kaarten in sets van dezelfde rang. Hoe hoger de rang van een kaart, hoe moeilijker het wordt om deze kaart te spelen. Het is alleen mogelijk om in een slag een gelijk aantal kaarten van een lagere rang te spelen. Een speler die dit niet kan of wil moet passen. Als alle spelers hebben gepast, is de slag voorbij en mag de speler die de laatste kaarten heeft gespeeld een nieuwe slag beginnen.

### Verplicht spelen of niet
Het is niet verplicht om te spelen.

```
Speler 1 heeft 2 kaarten 12.
Speler 2 heeft 3 kaarten 11.
```

```
Speler 1 speelt de 2 kaarten 12.
Speler 2 kan dan meegaan door 2 kaarten 11 te spelen, maar hoeft dit niet.
```

In dit voorbeeld is het onhandig om mee te gaan. De 3 kaarten 11 zijn 'meer waard' dan de losse 11 kaart. In deze situatie heeft speler 2 de keuze om verplicht te spelen of niet te spelen.

### Rangen
De rang van de spelers is ook van belang. De speler die de vorige spelronde heeft gewonnen is de Grote Dalmuti, de speler die de tweede plaats heeft gehaald is de Kleine Dalmuti. De speler die als laatste is geëindigd is de Grote Dienaar en de speler die als een-na-laatste is geëindigd is de Kleine Dienaar.
Na het delen van de kaarten ruilt de Grote Dienaar zijn twee beste kaarten met de Grote Dalmuti, die zelf twee kaarten kiest om terug te geven. De Kleine Dienaar en de Kleine Dalmuti ruilen op dezelfde manier één kaart.

### Variaties
- Verplicht spelen: Iemand moet verplicht spelen als hij kan. Dit kan betekenen dat deze speler een set kaarten moet openbreken.
- Bij het ruilen kan slechtste als 'de laagste kaart' worden geïnterpreteerd. Dan moeten altijd de kaarten met het hoogste getal worden gegeven.

### Speciale gebeurtenissen
Heeft de Grote Dienaar na het delen beide narren, dan kan hij de Grote Opstand uitroepen. Hierdoor wisselen alle spelers van rang, waar door de Grote Dienaar de rang Grote Dalmuti krijgt.
Heeft een andere speler na het delen beide narren, dan kan hij de Revolutie uitroepen. Hierdoor ruilen de Dalmuti's en Dienaren niet van kaarten.
Na het ruilen van de kaarten begint de Grote Dalmuti met de eerste slag.

## Rangen en namen
In de set kaarten van De Grote Dalmuti heeft iedere kaart een middeleeuwse naam en een rang.
| Kaart         | Rang       | Aantal kaarten |
| ------------- | ---------- | -------------- |
| Nar           | 13 (joker) | 2 (x n)        |
| Boer          | 12         | 12             |
| Mijnwerker    | 11         | 11             |
| Herderin      | 10         | 10             |
| Kokkin        | 9          | 9              |
| Metselaar     | 8          | 8              |
| Naaister      | 7          | 7              |
| Ridder        | 6          | 6              |
| Abdis         | 5          | 5              |
| Barones       | 4          | 4              |
| Hofmaarschalk | 3          | 3              |
| Aartsbisschop | 2          | 2              |
| Dalmuti       | 1          | 1              |